# Confédération thessalienne
La Confédération thessalienne réunit les principales cités des régions de Thessalie (Thessaliotide, Phthie, Pélasgiotide et Histiéotide) de l'époque archaïque à l'époque hellénistique.

## Origines et institutions
Au XIIe siècle av. J.-C., la Thessalie est envahie par des tribus doriennes du nord et du nord-Ouest qui migrent vers le sud. Puis ce sont les Thesprotes, une tribu d'Épire, qui conquiert la région. Ils réduisent la population indigène à l'état de serfs. Quelques clans aristocratiques, dont les Aleuades de Larissa (qui prétendent descendre d’Héraclès par son fils Thessalos), les Cléondes de Pharsale et les Scopades de Crannon parviennent à s'imposer et à constituer une Confédération (ou Ligue) thessalienne. En effet, depuis la constitution de la Confédération ionienne et le sucès du synœcisme athénien, l'unification de peuples et de nations semble être une bonne solution pour conserver son indépendance et garantir la sécurité.
La Confédération thessalienne est organisée sur le modèle de la Ligue achéenne, avec Larissa pour capitale et le sanctuaire d'Athéna Itonia comme centre religieux. L'assemblée fédérale traite de la politique étrangère et frappe de 196 à 146 av. J.-C. des monnaies d'argent, avec les figures de Zeus Éleuthérios, Apollon, Athéna Itonia et Déméter. Le chef de la Confédération est un stratège annuel, rééligible trois fois. Il commande effectivement l'armée et signe les monnaies. En temps de guerre, la confédération est dirigée par un tagos, assisté des quatre polémarques issus de l'aristocratie. À l'intérieur de la Confédération les cités gardent une grande autonomie dans leur politique aussi bien économique qu'extérieure. Les cités sont administrées par des collèges de sages locaux. Il y a aussi un hipparque fédéral, sachant l'importance de la cavalerie en Thessalie. Le conseil fédéral possède un secrétaire. L'assemblée générale des Thessaliens se tient à Larissa, où les stèles des décrets sont exposées dans le sanctuaire de Zeus Éleuthérios.

## Histoire
Au VIIe siècle av. J.-C., la Confédération thessalienne devient puissante en Grèce du nord et étend son pouvoir sur les montagnards voisins, qui lui payent un tribut et qui lui fournissent des contingents militaires. Les Thessaliens, majoritaires à l'amphictyonie de Delphes en profitent pour étendre leur influence en Grèce centrale. La Confédération participe aux Guerres sacrées afin de venir au secours de Delphes. Elle intervient dans la guerre guerre lélantine entre Chalcis et Érétrie, puis impose sa suprématie à la Phocide et cherche même à soumettre la Béotie. Cette puissance thessalienne est de courte durée. Au début du Ve siècle av. J.-C., les Thessaliens sont battus par les Béotiens et repoussés par les Phocidiens dans leur pays. À la fin du Ve siècle, des régimes tyranniques remplacent les oligarchies et Jason de Phères s'empare du titre de Tagos. En 352, le roi de Macédoine Philippe II achève la conquête de la Thessalie. Les Phocidiens, alliés aux tyrans de Phères et dirigés par Onomarchos, continuent de lui résister dans un premier temps, mais ils sont vaincus à la bataille du Champ de Crocus. À la suite de cette victoire, Philippe se fait élire chef à vie (archonte) de la Confédération thessalienne. Les Thessaliens entrent ensuite dans la Ligue de Corinthe et fournissent de nombreux contingents de cavalerie à l'armée macédonienne pendant les conquêtes d'Alexandre le Grand.
Supprimée après la prise de Corinthe par les Romains et annexée à la province de Macédoine en 146 av. J.-C., la Confédération revit après la bataille de Pharsale en 48 av. J.-C., grâce à Jules César. Elle garde un semblant d'autonomie jusqu'en 27 av. J.-C. date à laquelle Auguste la convertit en assemblée provinciale, placée sous le contrôle du gouverneur des deux Mésie, de Macédoine et d'Achaïe.